# Megaselia lilliput
Megaselia lilliput är en tvåvingeart som beskrevs av Rudolf Beyer 1959. Megaselia lilliput ingår i släktet Megaselia och familjen puckelflugor. Inga underarter finns listade i Catalogue of Life.